# Чипата (Колумбия)
Чипата (исп. Chipatá) — город и муниципалитет в северо-восточной части Колумбии, на территории департамента Сантандер. Входит в состав провинции Велес.

## История
Поселение, из которого позднее вырос город, было основано 8 марта 1537 года Гонсало Хименесом де Кесадой.

## Географическое положение

Муниципалитет Чипата

Город расположен в южной части департамента, в горной местности Восточной Кордильеры, на расстоянии приблизительно 125 километров к юго-западу от города Букараманги, административного центра департамента. Абсолютная высота — 1773 метра над уровнем моря.
Муниципалитет Чипата граничит на севере с территорией муниципалитета Ла-Пас, на северо-востоке — с муниципалитетом Сан-Бенито, на востоке — с муниципалитетом Гуэпса, на юге и западе — с муниципалитетом Велес. Площадь муниципалитета составляет 94,17 км².

## Население
По данным Национального административного департамента статистики Колумбии, совокупная численность населения города и муниципалитета в 2015 году составляла 5088 человек.
Динамика численности населения муниципалитета по годам:
| 2005 | 2006 | 2007 | 2008 | 2009 | 2010 | 2011 | 2012 | 2013 | 2014 | 2015 |
| ---- | ---- | ---- | ---- | ---- | ---- | ---- | ---- | ---- | ---- | ---- |
| 5151 | 5147 | 5142 | 5136 | 5131 | 5125 | 5118 | 5111 | 5104 | 5096 | 5088 |

Согласно данным переписи 2005 года мужчины составляли 52,8 % от населения Чипаты, женщины — соответственно 47,2 %. В расовом отношении всё население города составляли белые и метисы.
Уровень грамотности среди всего населения составлял 79,7 %.

## Экономика
Основу экономики Чипаты составляет сельское хозяйство.
55,6 % от общего числа городских и муниципальных предприятий составляют предприятия торговой сферы, 37 % — предприятия сферы обслуживания, 5,6 % — промышленные предприятия, 1,8 % — предприятия иных отраслей экономики.